# Svatoslav (Brno-vidéki járás)
Svatoslav település Csehországban, a Brno-vidéki járásban. Svatoslav Maršov, Velká Bíteš, Braníškov, Deblín, Lesní Hluboké és Přibyslavice településekkel határos. Lakosainak száma 461 fő (2024. január 1.).

## Népesség
A település lakosságának változását az alábbi diagram mutatja:
| Lakosok száma | 637  | 652  | 682  | 524  | 477  | 438  | 433  | 435  | 443  | 461  |
|               | 1869 | 1890 | 1921 | 1950 | 1980 | 2001 | 2017 | 2019 | 2022 | 2024 |